# Mario Besesti
Mario Besesti (Milano, 20 novembre 1894 – Roma, 21 giugno 1968) è stato un attore e doppiatore italiano.

## Biografia

Mario Besesti in Anna Christie (1939)

Mario Besesti fu una delle figure più rappresentative del doppiaggio italiano, al quale si dedicò sin dalla sua nascita nel 1932 e in cui si specializzò sempre più dal 1935, partecipando contemporaneamente a spettacoli teatrali, di prosa radiofonica e ad alcuni film in ruoli secondari, a partire dal 1938 con Orgoglio di Marco Elter.
Dotato di una voce possente e profonda, pari alla sua corporatura robusta, doppiò attori altrettanto grandi e grossi, tra i quali Charles Laughton, Edward Arnold, Thomas Mitchell, Raymond Massey, Sydney Greenstreet, Charles Coburn, Edward G. Robinson (in Il lupo dei mari), Broderick Crawford, Ernest Borgnine (in Da qui all'eternità) , Akim Tamiroff (in Per chi suona la campana) e Orson Welles (in L'uomo, la bestia e la virtù). Fu anche la voce del mulo protagonista della serie di film Francis, il mulo parlante, doppiato nella versione originale da Chill Wills.
Lavorò per la C.D.C. (Cooperativa Doppiatori Cinematografici), la società di doppiaggio più importante del cinema italiano, fondata a Roma nel 1944 da Augusto Incrocci, la quale, tra il 1947 e il 1948, iniziò anche una politica di ridoppiaggio di film dei primi anni del sonoro, come Viva Villa! di Jack Conway (1934), dove Besesti prestò la voce a Wallace Beery nella parte di Pancho Villa.
Molto attivo anche nel cinema d'animazione Disney, doppiò il Cacciatore in Biancaneve e i sette nani (doppiaggio del 1938), Mangiafuoco in Pinocchio, il narratore in Dumbo - L'elefante volante, il Grande Principe della foresta in Bambi (doppiaggio del 1948), il Re in Cenerentola (doppiaggio del 1950), il Tricheco in Alice nel Paese delle Meraviglie e il segugio Fido in Lilli e il vagabondo (doppiaggio del 1955). 
Ritiratosi dall'attività nel 1958, morì il 21 giugno 1968, all'età di 73 anni. Le sue spoglie riposano al Cimitero del Verano.

## Filmografia
- Orgoglio, regia di Marco Elter (1938)
- Dopo divorzieremo, regia di Nunzio Malasomma (1940)
- Cortocircuito, regia di Giacomo Gentilomo (1943)
- O sole mio, regia di Giacomo Gentilomo (1945)
- Eugenia Grandet, regia di Mario Soldati (1947)
- Il mulino del Po, regia di Alberto Lattuada (1949)
- Miss Italia, regia di Duilio Coletti (1950)
- Il ladro di Venezia, regia di John Brahm (1950)

## Teatro
- L'amore non è più di moda di Wilhelm Sterk, Teatro Chiarella di Torino, 11 luglio 1933.
- Anna Christie di Eugene O'Neill, regia di Anton Giulio Bragaglia, Teatro delle Arti di Roma, 28 maggio 1939.
- Agamennone di Eschilo, regia di Annibale Ninchi, Teatro greco di Siracusa, 16 maggio 1948.

## Prosa radiofonica

### EIAR
- Si figuri! di Antonio Conti, regia di Aldo Silvani, trasmessa il 26 gennaio 1938.

### Rai
- Il malato immaginario di Molière, regia di Nino Meloni, trasmessa il 3 dicembre 1945.

## Doppiaggio

### Cinema
- Charles Laughton in Se avessi un milione, Il segno della croce, La tragedia del Bounty, Marciapiedi della metropoli, La taverna della Giamaica, Notre Dame, Forzate il blocco, Questa terra è mia, Joko l'australiano, Lo spettro di Canterville, Quinto non ammazzare!, Capitan Kidd, La commedia è finita, Arco di trionfo, Il tempo si è fermato, Corruzione, Più forte dell'amore, Alan, il conte nero, La giostra umana, Kidd il pirata, Salomè, La regina vergine, Hobson il tiranno

- Thomas Mitchell in Orizzonte perduto, Via col vento, Fuori dalla nebbia, Il cigno nero, Il carnevale della vita, Acque scure, Capitano Eddie, Gli ammutinati di Sing Sing, Lo specchio scuro, La vita è meravigliosa, L'isola sulla montagna, La cavalcata del terrore, Sul fiume d'argento, La sconfitta di Satana, La pista di fuoco, Mezzogiorno di fuoco, Il segreto degli Incas, La storia di Tom Destry, Quando la città dorme

- Edward Arnold in Ambizione, L'eterna illusione, Mr. Smith va a Washington, Arriva John Doe, Sorvegliato speciale, Tutto esaurito, La signora Parkington, Grand Hotel Astoria, Sessanta lettere d'amore, I trafficanti, Suprema decisione, Abbasso mio marito, L'autista pazzo, Ragazze alla finestra, La città che non dorme
- Edgar Buchanan in Troppi mariti, Ho sognato un angelo, I due del Texas, Un evaso ha bussato alla porta, I predoni della città, Il figlio di Robin Hood, Vacanze pericolose, Le colline camminano, La sete dell'oro, Uniti nella vendetta, Le rocce d'argento, Il tesoro dei Sequoia, Il cavaliere della valle solitaria, Bella ma pericolosa, Wichita

- Charles Coburn in Non puoi impedirmi d'amare, La valle dei monsoni, Il cielo può attendere, Ancora insieme, Il caso Paradine, La bella preda, Se mia moglie lo sapesse, Amo Luisa disperatamente, Il capitalista, Il magnifico scherzo, Gli uomini preferiscono le bionde, Scandalo al collegio
- Akim Tamiroff in Giubbe rosse, I vendicatori, I cinque segreti del deserto, Per chi suona la campana, Il miracolo del villaggio, Il ponte di San Luis Rey, Perdonate il mio passato, La matadora, Violenza, Il vagabondo della città morta, La legione del Sahara, Rapporto confidenziale

- Sydney Greenstreet in La storia del generale Custer, Casablanca, I cospiratori, Ho baciato una stella, Nebbie, Il sergente e la signora, L'idolo cinese, La castellana bianca, Viale Flamingo, Malesia
- Cecil Kellaway in Ho sposato una strega, Il grande silenzio, Gli amanti del sogno, Sposarsi è facile, ma..., Monsieur Beaucaire, Gli invincibili, Harvey, Bagliori ad Oriente, Delitto sulla spiaggia, Il tigrotto
- Victor McLaglen in Il traditore dei mari, Sangue all'alba, I briganti, La superba creola, Rio Bravo, Un uomo tranquillo, Il ribelle di Giava, Il principe coraggioso, La moschea nel deserto, Lady Godiva

- Broderick Crawford in La mascotte dei fuorilegge, I banditi della città fantasma, Tutti gli uomini del re, Condannato!, Nata ieri, Luci sull'asfalto, Nuvola nera, Gente di notte, La bestia umana

- Wallace Beery in Viva Villa!, Messaggio segreto, Il mercante di schiavi, Sfida a Baltimora, La guerra eroica, Il difensore di Manila, Così sono le donne, Jack il bucaniere
- Raymond Massey in L'avventura impossibile, La fonte meravigliosa, Assalto al cielo, David e Betsabea, Alcool, Nevada Express, I cavalieri di Allah, Le avventure e gli amori di Omar Khayyam

- Juan de Landa in Il peccato di Rogelia Sanchez, La forza bruta, Giuliano de' Medici, Il prigioniero di Santa Cruz, Il re si diverte, Ossessione, Il sogno di Zorro
- John McIntire in Dan il terribile, Il mondo nelle mie braccia, Il diario di un condannato (solo nel ruolo di John Clements), L'avventuriero della Luisiana, Sangue e metallo giallo, La frustata, Scialuppe a mare
- Edward G. Robinson in Il lupo dei mari, Fulminati, La casa rossa, L'isola di corallo, L'amore non può attendere, Uomini violenti, Squadra omicidi
- Chill Wills in Francis, il mulo parlante, Frecce avvelenate, I lancieri del Dakota, Francis alle corse, Francis all'Accademia, Francis contro la camorra, Il traditore di Forte Alamo

- Edmund Gwenn in Le chiavi del paradiso, Amore sotto i tetti, L'imprendibile signor 880, Si può entrare?, Assalto alla Terra, La congiura degli innocenti
- Eugene Pallette in L'ultima carovana, Il fantasma galante, L'impareggiabile Godfrey, Cento uomini e una ragazza, Lady Eva, La fidanzata di tutti
- Erminio Spalla in Il bravo di Venezia, Ogni giorno è domenica, Il ratto delle Sabine, Il tiranno di Padova, La gondola del diavolo, Torna piccina mia!

- Natale Cirino in Amo un assassino, Cameriera bella presenza offresi..., Fratelli d'Italia, Questa è la vita, Cantami "Buongiorno tristezza"
- Thomas Gomez in Le mille e una notte, Singapore, Fiesta e sangue, Le forze del male, Le furie
- Giovanni Grasso in Don Cesare di Bazan, Noi vivi, Il cappello da prete, Gli innocenti pagano, Totò e Carolina
- Cedric Hardwicke in La sfinge del male, La grande conquista, Il sorriso della Gioconda, Riccardo III, I dieci comandamenti
- Francis L. Sullivan in Grandi speranze, Le avventure di Oliver Twist, Giovanna d'Arco, Cristoforo Colombo, Sangaree
- Gualtiero Tumiati in Menzogna, Il tenente Giorgio, I tre corsari, Noi peccatori, La nave delle donne maledette

- Ed Begley in Boomerang - L'arma che uccide, Il terrore corre sul filo, Il grande Gatsby, L'ultima minaccia
- Ray Collins in Il comandante Johnny, Primo peccato, Athena e le 7 sorelle, Come prima... meglio di prima
- Finlay Currie in Amarti è la mia dannazione, La gente mormora, Kangarù, I perversi
- Jay C. Flippen in Minnesota, Rapina a mano armata, Il marchio dell'odio, La tortura della freccia
- James Robertson Justice in Le avventure del capitano Hornblower, il temerario, Robin Hood e i compagni della foresta, La spada e la rosa, Sopra di noi il mare
- Gene Lockhart in La gioia della vita, La collina della felicità, I professori non mangiano bistecche, Carousel

- Ward Bond in In nome di Dio, Gli ostaggi, I pilastri del cielo
- Ernest Borgnine in Da qui all'eternità, Cacciatori di frontiera, Sabato tragico
- Dick Collins in Il comandante Johnny, Primo peccato, Come prima... meglio di prima
- Wallace Ford in Golfo del Messico, L'uomo di Laramie, Il mago della pioggia
- Oskar Homolka in La taverna dei sette peccati, Quando la moglie è in vacanza, Guerra e pace
- Folco Lulli in Fuga in Francia, Al diavolo la celebrità, Lo sparviero del Nilo
- Barton MacLane in Sono innocente, Nel mar dei Caraibi, Il mare dei vascelli perduti
- Robert Middleton in Ore disperate, Il giullare del re, L'uomo solitario
- Robert Morley in Il tesoro dell'Africa, Lord Brummell, L'arciere del re
- Moroni Olsen in Maria di Scozia, Il padre della sposa, Papà diventa nonno
- Camillo Pilotto in La Gorgona, Il Passatore, Penne nere
- Louis Seigner in I sette peccati capitali, Gli amori di Manon Lescaut, Ragazze d'oggi
- Walter Slezak in Prigionieri dell'oceano, L'ispettore generale, Gianni e Pinotto nella legione straniera
- Charles Vanel in Cuori sul mare, Incantesimo tragico (Oliva), Vite vendute

- Abd-el-Uad in Abuna Messias
- John Alexander in La frontiera indomita
- Jim Backus in La giungla del quadrato
- Antoine Balpêtré in I vampiri
- George Bancroft in Ombre rosse
- George Barbier in Uno scozzese alla corte del Gran Kan (ridoppiaggio del 1951)
- Vince Barnett in I gangsters
- John Barrymore in Maria Antonietta
- James Baskett in I racconti dello zio Tom
- Harry Beresford in Cleopatra
- Charles Bickford in Johnny Belinda, Fuga d'amore
- Paul Birch in La guerra dei mondi
- Alexi Bobrinsky in L'uomo che sapeva troppo
- Fortunio Bonanova in Alì Babà e i 40 ladroni
- Thomy Bourdelle in Il ritorno di don Camillo
- Walter Brennan in Addio, lady
- Edward Brophy in Avvenne domani
- Nigel Bruce in Re in esilio
- Raymond Burr in Un posto al sole
- Robert Burton in Il grande caldo
- Juan Calvo in Marcellino pane e vino, Il conte Max
- Rafael Calvo in L'assedio dell'Alcazar
- Albert Cavens in Cirano di Bergerac
- Lon Chaney Jr. in L'avamposto degli uomini perduti
- Fernand Charpin in La bella brigata
- Eduardo Ciannelli in Gunga Din, Vulcano
- Cliff Clark in Il mio corpo ti appartiene
- Lee J. Cobb in I conquistatori del West, Damasco '25
- Lucien Coëdel in Carmen
- Georges Colin in Mademoiselle Docteur
- Frank Conroy in Ultimatum alla Terra
- Lloyd Corrigan in Irma va a Hollywood
- Donald Crisp in La donna di fuoco
- Roland Culver in Controspionaggio
- Henry Daniell in Sinuhe l'egiziano
- Guillaume de Sax in Rosa di sangue
- Brian Donlevy in Beau Geste
- Paul Douglas in La confessione della signora Doyle, Matrimoni a sorpresa
- Hilton Edwards in Otello
- Dwight D. Eisenhower in Codice d'onore
- George Eldredge in La maschera di fango
- Leif Erickson in Gli eroi dell'isola
- Friedrich Ettel in Marionette
- Samson Fainsilber in Odette
- José Ferrer in La rivolta
- Louis Florencie in L'assassino abita al 21
- Pedro Forcel in Senza sorriso
- Paul Frankeur in Sono un sentimentale
- Howard Freeman in La dalia azzurra
- Juan García in Ballata selvaggia
- Reginald Gardiner in Okinawa
- Charles Goldner in Il principe di Scozia
- Bernie Gozier in Viva Zapata!
- Charles Granval in Il conte di Montecristo
- Raymond Greenleaf in Furia dei tropici
- Armand Guibert in Il diario di un curato di campagna
- Karl Günther in Giungla
- Alan Hale Jr. in Il cacciatore di indiani
- Paul Harvey in Chiamate Nord 777, Il grande Caruso
- James Hayter in La regina delle piramidi
- Jean Hersholt in All'ombra del patibolo
- Alfred Hitchcock in Il ladro
- Harold Huber in La dama di Chung-King
- Arthur Hunnicutt in Tamburi lontani
- Roger Imhof in Un povero milionario
- Rex Ingram in Il ladro di Bagdad, Congo
- Burl Ives in I filibustieri della finanza
- Emil Jannings in L'angelo azzurro[1], Ohm Kruger l'eroe dei Boeri
- Frank Jaquet in L'asso nella manica
- José Jaspe in Frine, cortigiana d'Oriente
- Mervyn Johns in Moby Dick, la balena bianca
- Chic Johnson in Hellzapoppin'
- Chubby Johnson in Terra lontana, Flash! Cronaca nera
- Barry Jones in L'amore segreto di Madeleine
- Louis Jouvet in Verso la vita
- Friedrich Kayßler in Casa lontana
- Ian Keith in Lo scudo dei Falworth
- Barry Kelley in Il sergente Bum!
- J.M. Kerrigan in Ventimila leghe sotto i mari
- Ferenc Kiss in Tentazione
- Fritz Kortner in Il filo del rasoio
- Pierre Larquey in I diabolici
- André Lefaur in Terra di fuoco
- George J. Lewis in Orizzonti lontani
- Wilfred Lucas in Noi siamo le colonne
- J. Farrell MacDonald in Armonie di gioventù
- George Macready in La spada di Damasco
- Miles Malleson in La donna di picche
- Michael Mark in Nostra Signora di Fatima
- Aubrey Mather in Bernadette, Follia (ridoppiaggio del 1956)
- George Mathews in La città sommersa
- Francis McDonald in Sansone e Dalila
- Charles McGraw in Sangue sulla luna
- Charles Mendl in Notorious - L'amante perduta
- Lou Merrill in Vento selvaggio, Forte T
- Emile Meyer in L'altalena di velluto rosso
- Antonio Moreno in La baia del tuono
- Zero Mostel in La città è salva
- Ferdinand Munier in Nel paese delle meraviglie
- J. Carrol Naish in Il bacio del bandito
- Laurence Naismith in Il cavaliere del mistero
- Paul Newlan in Contro tutte le bandiere
- Félix Oudart in 7 uomini e una donna, Atollo K
- Reginald Owen in La gloriosa avventura
- Tudor Owen in La conquista del West
- Nestor Paiva in La baia dell'inferno
- Cecil Parker in Patrizia e il dittatore
- Howard Petrie in Là dove scende il fiume
- Gregory Ratoff in Eva contro Eva
- Carl Benton Reid in Il diritto di uccidere, Carabina Williams
- George Relph in Dottore a spasso
- Stanley Ridges in Il terrore di Chicago
- Roy Roberts in La maschera di cera
- Alberto Romea in Il segreto di Cristoforo Colombo
- Sig Ruman in Ninotchka, Corrispondente X
- S.Z. Sakall in Il principe studente
- Alfonso Sánchez Tello in Bandido
- Walter Sande in Assassinio premeditato, L'ultimo Apache
- Hugh Sanders in I dannati non piangono, Alamo
- Harry Shannon in C'è sempre un domani, Come le foglie al vento
- Michel Simon in Fabiola, Condannatemi!
- Art Smith in Forza bruta
- Howard Smith in Lo stato dell'Unione
- Philip Stainton in Mogambo
- Basil Sydney in Amleto
- Torin Thatcher in Il corsaro dell'isola verde, La tunica
- George Tobias in Sposa contro assegno, Obiettivo Burma!
- Otto Treßler in Castelli in aria
- Erich von Stroheim in La donna e il mostro, La fine della signora Wallace
- Otto Waldis in Una notte sui tetti
- Robert Warwick in L'avventuriero di Burma
- Minor Watson in La storia del dottor Wassell
- Charles Watts in Il gigante
- George Watts in Angeli del peccato
- Orson Welles in L'uomo, la bestia e la virtù
- Alfred Wellesley in L'avventura di Mr. Bliss
- Ernest Whitman in Il prigioniero dell'isola degli squali, Il sole splende alto
- Don Wilson in Attente ai marinai!
- Roland Winters in Dietro lo specchio
- Louis Wolheim in All'ovest niente di nuovo
- Will Wright in La spia dei ribelli
- Antonio Acqua in Il ferroviere, Tempo di villeggiatura
- Oscar Andriani in Teodora, Un giglio infranto
- Ugo Attanasio in Scuola elementare
- Augusto Bandini in L'amore si fa così
- Guglielmo Barnabò in Non è mai troppo tardi
- Oreste Bilancia in La donna perduta
- Mimo Billi in Melodie immortali
- Gildo Bocci in Il segreto delle tre punte
- Nando Bruno in Prima di sera
- Tino Buazzelli in Le sei mogli di Barbablù
- Gianni Cavalieri in Fiori d'arancio
- Giuseppe Chinnici in L'angelo bianco
- Adelmo Cocco in L'ebbrezza del cielo
- Bruno Corelli in L'incantevole nemica
- Augusto Di Giovanni in Fumeria d'oppio
- Giovanni Dolfini in Torna!
- Aldo Fabrizi in Antonio di Padova
- Paolo Ferrara in Le infedeli
- Aristide Garbini in Taverna rossa, Nebbie sul mare
- Marcello Giorda in Traviata '53
- Loris Gizzi in Rigoletto e la sua tragedia
- Armando Migliari in Primo premio: Mariarosa
- Felice Minotti in Un americano in vacanza
- Mario Passante in La schiava del peccato
- Lamberto Picasso in I fratelli Karamazoff
- Gino Saltamerenda in Enrico Caruso, leggenda di una voce
- Gustavo Serena in La città dolente
- Aldo Silvani in Delirio
- Umberto Silvestri in Ulisse
- Guglielmo Sinaz in Un marito per il mese d'aprile
- Umberto Spadaro in Anni difficili, Jolanda, la figlia del Corsaro Nero
- Giulio Stival in La vita semplice, Yvonne la Nuit
- Idolo Tancredi in Il chiromante
- Giovanni Tarallo in Per qualche dollaro in più
- Francesco Tomalillo in Graziella
- Saro Urzì in La vendetta del corsaro
- Domenico Viglione Borghese in Giudicatemi

- Voce dell'indicatore meccanico in Biancaneve e i sette ladri
- Voce narrante in I due orfanelli, Le avventure di Pinocchio, Il Cristo proibito

### Film d'animazione
- Cacciatore in Biancaneve e i sette nani (doppiaggio del 1938)
- Re Bombo in I viaggi di Gulliver
- Mangiafuoco in Pinocchio
- Voce narrante in Dumbo - L'elefante volante
- Grande Principe della foresta in Bambi (doppiaggio del 1948)
- Zizibè in La rosa di Bagdad
- Re in Cenerentola (doppiaggio del 1950)
- Tricheco in Alice nel Paese delle Meraviglie
- Fido in Lilli e il vagabondo (doppiaggio del 1955)